# Métis-sur-Mer
Métis-sur-Mer es una localidad con el estatus de ciudad en la provincia de Quebec en Canadá. Está ubicada en el municipio regional de condado de La Mitis y a su vez, en la región administrativa de Bas-Saint-Laurent. Hace parte de las circunscripciones electorales de La Mitis a nivel provincial y de Matapédia−Matane a nivel federal.

## Geografía
Métis-sur-Mer se encuentra ubicada en las coordenadas 48°40′00″N 68°00′00″O / 48.66667, -68.00000. Según Statistics Canada, tiene una superficie total de 48,63 km² y es una de las 1135 municipalidades en las que está dividido administrativamente el territorio de la provincia de Quebec.

## Demografía
Según el censo de 2011, había 644 personas residiendo en esta localidad con una densidad poblacional de 13,2 hab./km². Los datos del censo mostraron que de las 604 personas censadas en 2006, en 2011 hubo un aumento poblacional de 40 habitantes (6,6%). El número total de inmuebles particulares resultó de 427 con una densidad de 8,78 inmuebles por km². El número total de viviendas particulares que se encontraban ocupadas por residentes habituales fue de 298.